# بولوبوس
بلدية بولوبوس (بالإسبانية: Polopos) هي بلدية تقع في مقاطعة غرناطة التابعة لمنطقة أندلوسيا جنوب إسبانيا.

## الديموغرافيا
بلغ عدد سكان بلدية بولوبوس 1.904 نسمة عام 2011 (وفقاً للمعهد الوطني الإسباني للإحصاء).
| 1.252 | 1.263 | 1.388 | 1.625 | 1.645 | 1.821 | 1.904 |